# Loi constitutionnelle de 1867
Acte de l'Amérique du Nord britannique de 1867
Lire en ligne

(fr) version en vigueur – Ministère de la Justice
(en) version originale – Ministère de la Justice

La Loi constitutionnelle de 1867, anciennement appelée l'Acte de l'Amérique du Nord britannique de 1867 (en anglais : Constitution Act, 1867 et British North America Act, 1867), crée le Canada. Aboutissement du processus de Confédération canadienne, le jour de son entrée en vigueur, le 1er juillet 1867, est commémoré chaque année par la Fête du Canada.  
Cette loi définit le fonctionnement du pays, notamment le fédéralisme, en édictant un partage des compétences entre deux paliers de gouvernement. Elle crée un parlement fédéral, constitué du gouverneur général, du Sénat et de la Chambre des communes. Elle établit un système judiciaire intégré en confiant des responsabilités partagées entre l'État fédéral et les provinces. Dans les provinces, la loi crée un parlement composé d'une assemblée législative et d'un conseil législatif. 
La Loi constitutionnelle de 1867 est le résultat des négociations entreprises à partir de 1864 par les Pères de la Confédération, représentants des colonies de l'Amérique du Nord britannique. L'Acte est adopté par le Parlement du Royaume-Uni, qui servait également de parlement pour l'ensemble de l'Empire britannique, le 8 mars 1867. Le premier ministre britannique est alors Edward Smith-Stanley, 14e comte de Derby et le secrétaire d'État aux colonies, Richard Temple-Grenville, 3e duc de Buckingham et Chandos. La Loi reçoit la sanction de la reine Victoria le 29 mars suivant. Elle entre en vigueur le 1er juillet 1867. Le jour même, Charles Monck, 4e vicomte Monck entre en fonction en tant que premier gouverneur général du Canada et John Alexander Macdonald, comme premier premier ministre du Canada.  
Adoptée sous le seul nom anglais de British North America Act, 1867 , un titre officiel en français lui est décerné pour la première fois en 1982 lors du rapatriement de la Constitution canadienne. Seules la version anglaise dans son intégralité et quelques dispositions de la version française (par exemple, l'article 92A) ont une valeur officielle. 

## Histoire

### Instabilité des gouvernements sous l'Union
Sous l'Union, les années 1850 sont marquées par l'instabilité des gouvernements. Dans les deux Canadas, les gouvernements atteignent difficilement la majorité et plusieurs sont contraints de démissionner après avoir été battus en Chambre sur une question importante.
De plus, en 1851, un recensement témoigne du fait que la population haut-canadienne dépasse maintenant celle du Bas-Canada. Plusieurs dans le Haut-Canada, dont George Brown, réclament dès lors une représentation proportionnelle (Rep by pop).
De son côté, Alexandre Tilloch Galt propose, le 7 juillet 1858, une résolution pour changer l'union législative en fédération réunissant la province du Canada, le Nouveau-Brunswick, la Nouvelle-Écosse, Terre-Neuve et l'Île-du-Prince-Édouard. Si le débat est ajourné, l'idée demeure.
En 1864, elle revient à nouveau. En mars, Brown suggère ainsi la formation d'un comité parlementaire sur la question constitutionnelle. Le 19 mai, un comité est formé. Il est chargé d'étudier les solutions pour mettre fin à la crise que connaît les Parlements depuis une dizaine d'années. Le 14 juin, le comité dévoile un rapport en faveur d'une fédération des provinces de l'Amérique du Nord britannique. L'idée d'une union fédérale est dès lors promue par de nombreux parlementaires. Selon Henri Brun, la fédération canadienne est « née de la décision des provinces de s'unir ».

### La Conférence de Charlottetown

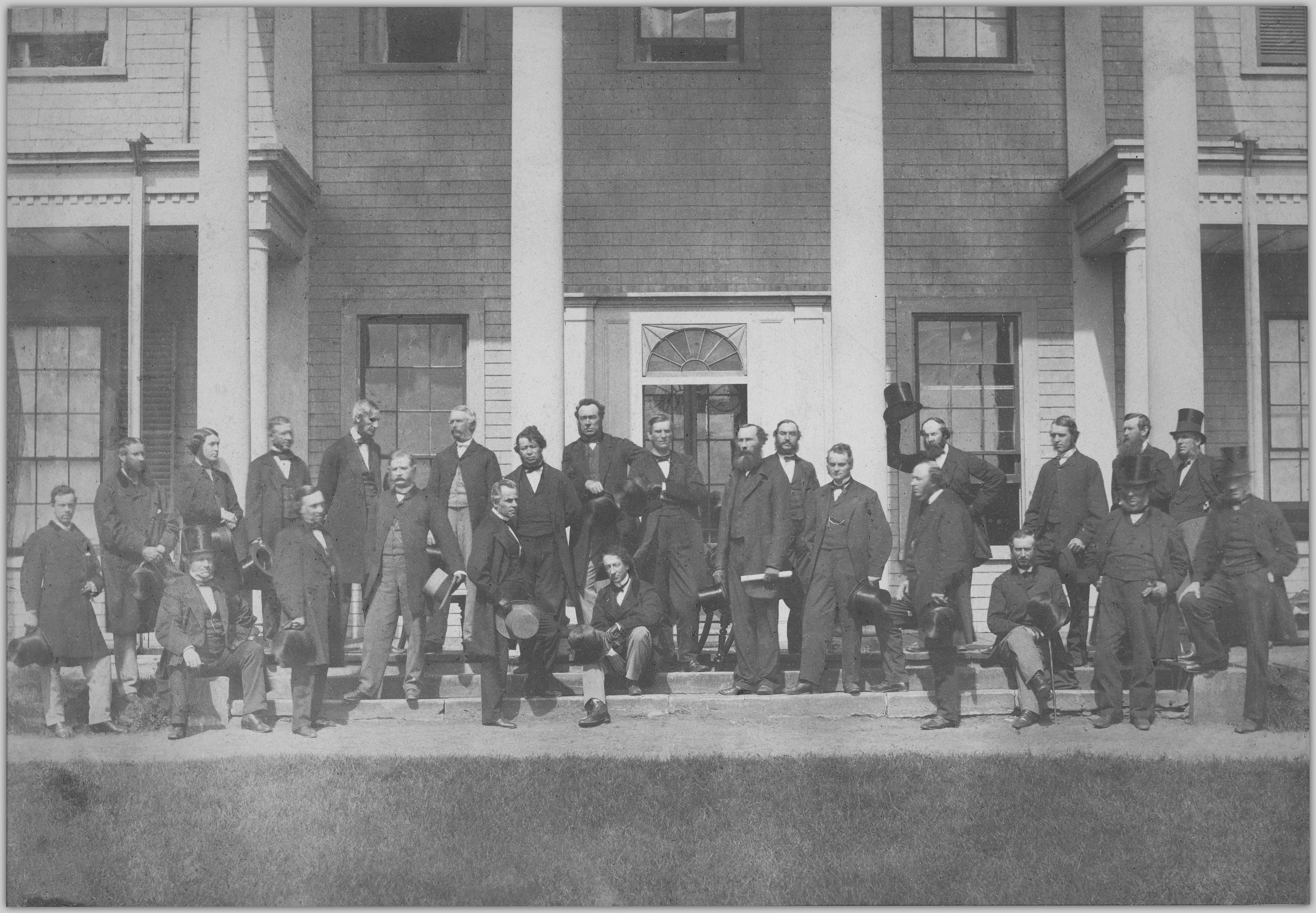
Les délégués à la Conférence de Charlottetown en 1864.

Du 1er au 9 septembre 1864, le Nouveau-Brunswick, la Nouvelle-Écosse, Terre-Neuve et l'Île-du-Prince-Édouard se réunissent à Charlottetown (Conférence de Charlottetown) pour discuter de la possibilité d'une union entre ces trois provinces des maritimes. La province du Canada se joint à ces négociations. Elles adoptent plutôt la proposition fédérative, ce qui mène à l'hésitation de l'Île-du-Prince-Édouard. Le 12 septembre, les délégués conviennent de poursuivre les pourparlers à Québec le mois suivant.

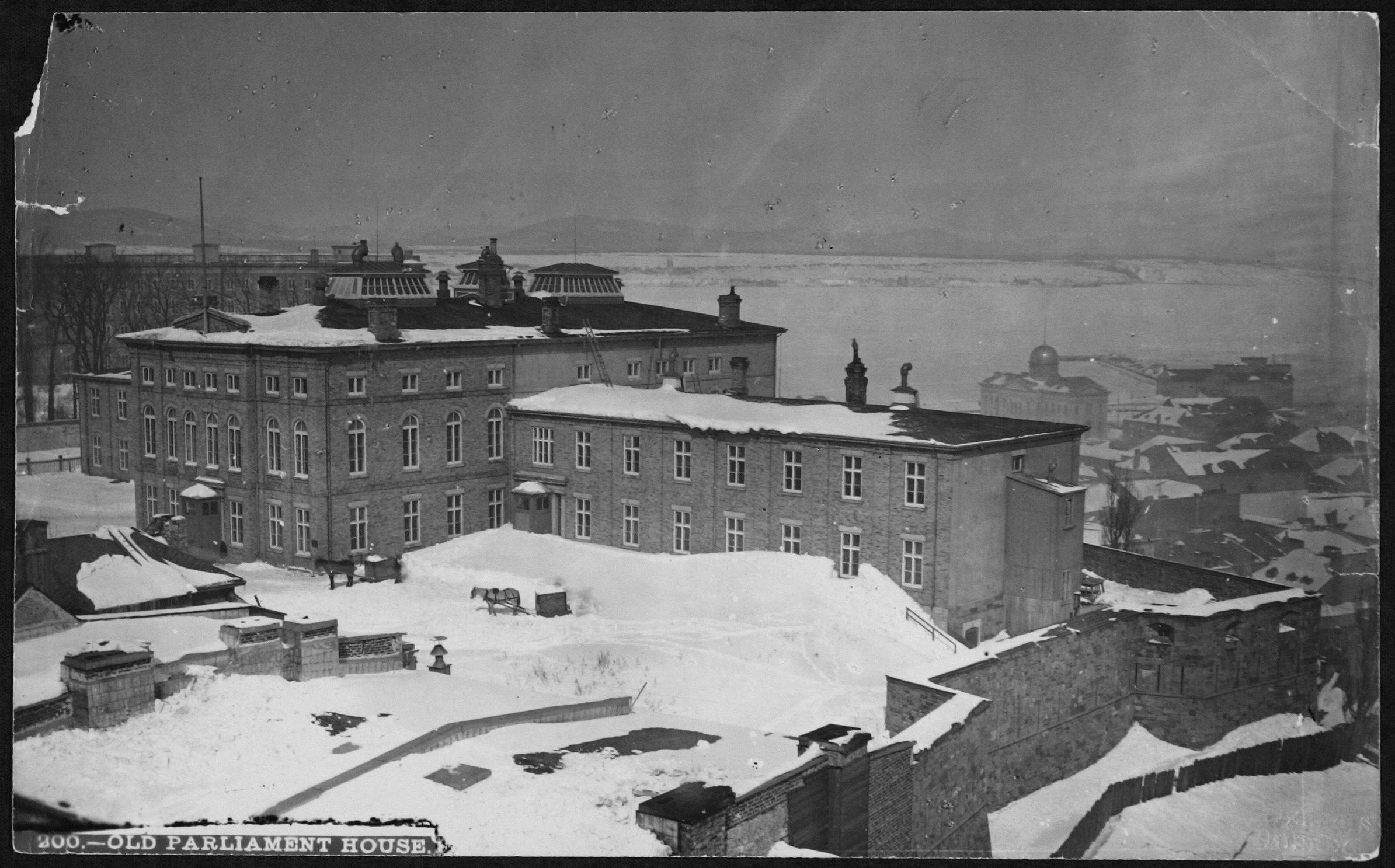
En octobre 1864, les discussions ont lieu au Parlement de la côte de la Montagne à Québec.

### La Conférence de Québec
Du 10 au 27 octobre 1864, 33 délégués de la Nouvelle-Écosse, du Nouveau-Brunswick et de la province du Canada se rencontrent à Québec (Conférence de Québec). On y trouve des premiers ministres, des membres de leur cabinet, des membres des partis d'opposition, à l'exception des Rouges, qui sont en défaveur de toute coalition canadienne. Les délégués de la Province du Canada, dont John A. Macdonald, Étienne-Paschal Taché, George-Étienne Cartier et George Brown, proviennent de la grande coalition de 1864. Les délégués de la province de Québec sont: Étienne-Paschal Taché, Jean-Charles Chapais, Hector-Louis Langevin et George-Étienne Cartier. Ce dernier s'y montre très actif. Il soutient être surtout soucieux que   

« les intérêts de ses compatriotes fussent sauvegardés et à ce que leurs droits, leurs institutions, leur nationalité, c'est-à-dire en somme tout ce qu'ils chérissaient par-dessus tout, fussent assurés de leur pérennité sous l'union projetée ». 

Les discussions ont lieu à l'hôtel du Parlement, alors situé sur la côte de la Montagne. Ils discutent en secret du principe de fédération. Ils adoptent finalement 72 résolutions qui servent de cadre à la Loi constitutionnelle de 1867. 

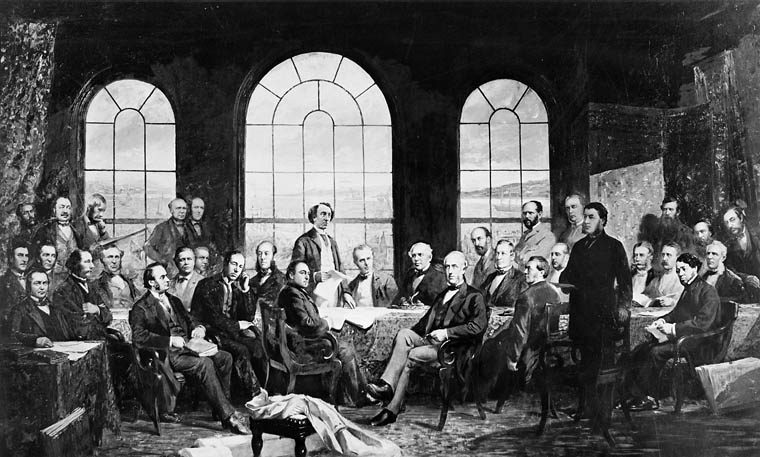
Un tableau dépeignant les délégués à la Conférence de Québec de 1864 qui menèrent à l'adoption de l'Acte de l'Amérique du Nord britannique de 1867.

Ces résolutions doivent ensuite être adoptées par les parlements des quatre provinces. À l'Assemblée législative de la province du Canada, elles sont débattues en 1865. Cartier y affirme :   
« Le temps est venu pour nous de former une grande nation, et je maintiens que la confédération est nécessaire à nos propres intérêts commerciaux, à notre prospérité et à notre défense. [...] Dans l'Amérique britannique du Nord, nous sommes cinq peuples différents, habitant cinq provinces séparées. Nous avons les mêmes intérêts commerciaux et le même désir de vivre sous la couronne britannique ». 
Le projet d'union essuie plusieurs critiques, surtout de la part des libéraux. C'est le cas du député de l'opposition libéral Antoine-Aimé Dorion, qui craint que le gouvernement central ait trop de pouvoir et que la nationalité canadienne-française soit en péril. Langevin lui rétorque : « Nous sommes un peuple distinct et l'union fédérale nous assure que cela demeurera ainsi ». Médéric Lanctôt mène lui aussi une vigoureuse campagne contre l'union fédérale, dans la presse, à travers son journal L'Union nationale, et lors d'assemblées publiques.
Le 10 mars, les résolutions sont adoptées. Approuvées par le clergé, Le Pays juge quant à lui cet acte «inique » et publie les noms des Canadiens français en capitales « afin qu'ils restent pour toujours exposés au regard de la postérité ».
Le 18 septembre 1865, les parlementaires assistent à la dernière session sous l'Union à Québec. Au cours des semaines suivantes, les fonctionnaires et leurs familles entament leur déménagement fonctionnaires à Ottawa.

### Conférence de Londres et Acte de l'Amérique du Nord britannique

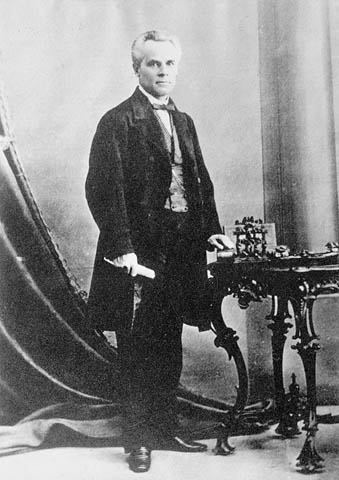
George-Étienne Cartier participe activement à la Conférence de Québec.

Une dernière conférence a lieu à Londres en décembre 1866 afin d'approuver l'union fédérale. 
Le British North America Act, 1867 est finalement introduit au Parlement du Royaume-Uni le 12 février 1867. Il est adopté par la Chambre des lords le 26 février puis par la Chambre des communes le 8 mars. La loi est sanctionnée le 29 mars suivant par la reine Victoria. Elle entre finalement en vigueur le 1er juillet 1867. 
Désormais, le Dominion du Canada est créé et le nouveau pays compte un Parlement fédéral et des assemblées dans les quatre provinces : le Québec et l'Ontario, créées à partir du Canada-Uni, le Nouveau-Brunswick et la Nouvelle-Écosse. Ottawa devient la capitale du Dominion du Canada tandis que Québec devient la capitale de la province de Québec et Toronto, celle de l'Ontario. John A. Macdonald est le premier premier ministre du Dominion. 
La représentation par population fut acceptée pour la Chambre des communes du Canada, ainsi qu'une notion d'égalité régionale au Sénat du Canada, avec l'Ontario, le Québec et la région maritime ayant un nombre égal de sénateurs. Les parlementaires souhaitaient par là développer le réseau ferroviaire tout en contrant la menace américaine. Elle s'était fait particulièrement sentir lors des invasions des Canadas durant la guerre de 1812 et la guerre d'indépendance des États-Unis.

#### Le premier gouvernement de la province de Québec

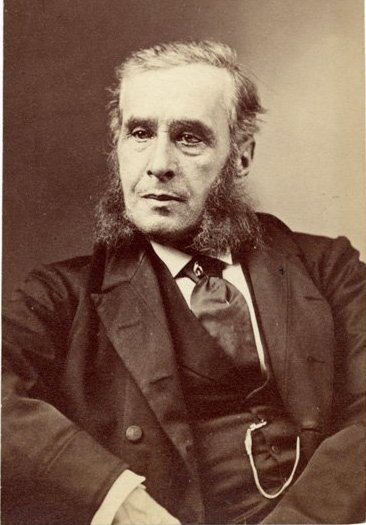
Narcisse-Fortunat Belleau est le premier lieutenant-gouverneur de la province de Québec en 1867.

Dans la province, Narcisse-Fortunat Belleau est nommé lieutenant-gouverneur. L'organisation du premier gouvernement est orchestrée par George-Étienne Cartier et Hector-Louis Langevin. Pour le poste de premier ministre, ils sollicitent d'abord Joseph-Édouard Cauchon. Dans les pages du Journal de Québec, il publie plusieurs articles approuvant la Confédération. L'opposition des Anglophones fera en sorte que Cauchon y renonce finalement. C'est Pierre-Joseph-Olivier Chauveau qui est choisi par le Parti conservateur. Au Québec, les conservateurs remportent les élections fédérale et provinciale, qui ont lieu en même temps, en 1867. Dans les premiers temps, un député peut se faire élire tant à Ottawa qu'à Québec: il s'agit du double mandat. En 1867, l'Assemblée législative de la province compte ainsi 19 députés sur 65 qui ont le double mandat.
C'est le cas de Chauveau qui est élu au fédéral et à Québec. Il devient premier ministre de la province le 15 juillet 1867, ministre de l'Instruction publique et secrétaire provincial. Il a toutefois de la difficulté à imposer son leadership. Conseillé par Langevin, il démissionne en 1873.

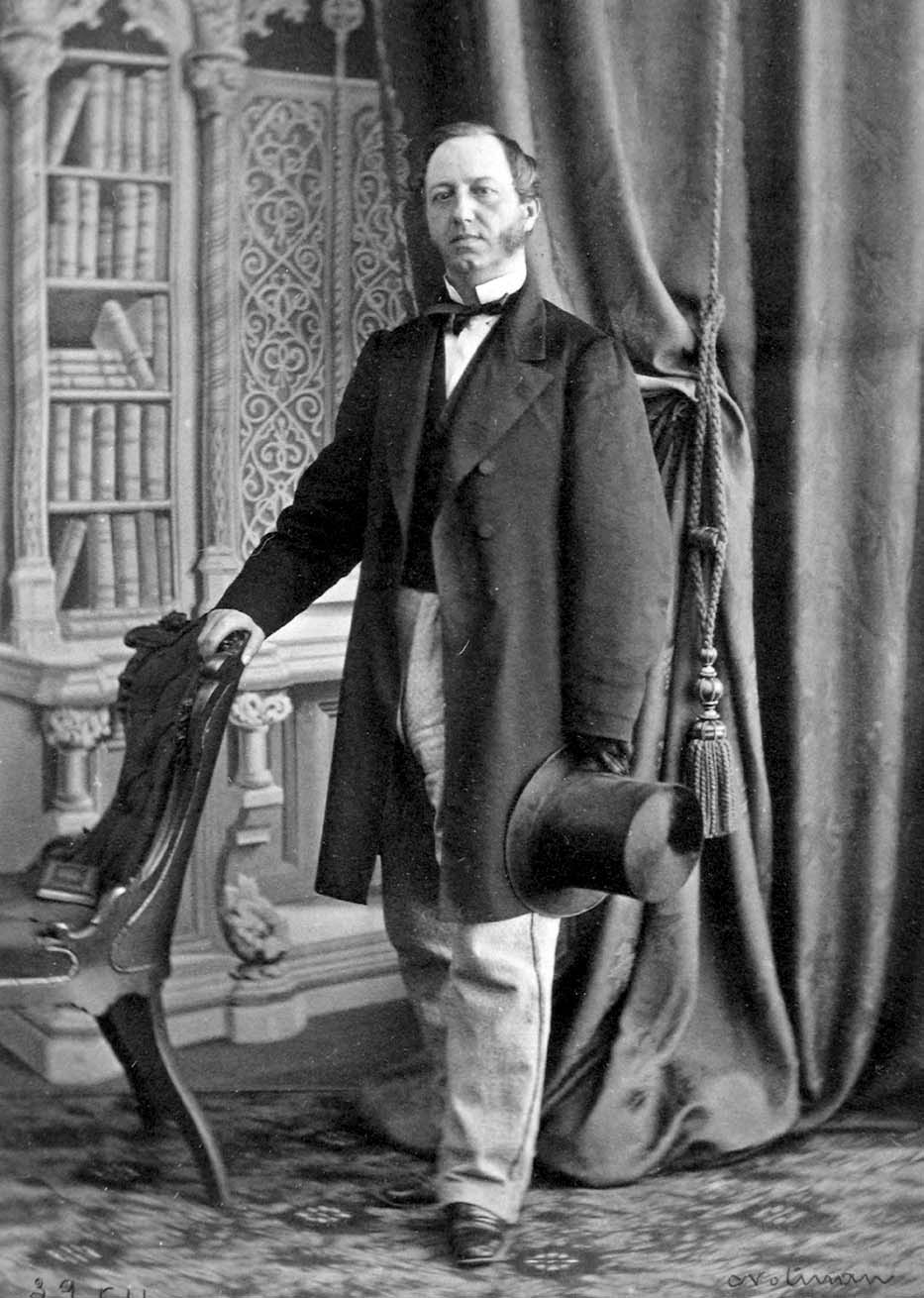
Pierre-Joseph-Olivier Chauveau est le premier premier ministre de la province de Québec en 1867.

## Distribution des pouvoirs
La Loi constitutionnelle de 1867 divise les compétences législatives entre l'État fédéral et les États fédérés appelés provinces. La répartition se retrouve principalement, mais non exclusivement, aux articles 91 à 95 de la Loi. Les articles 91 et 92 sont d'une importance particulière, étant donné qu'ils énumèrent les matières qui relèvent de la compétence législative de l'ordre fédéral ou des provinces; l'article 91 énumère les compétences législatives fédérales alors que l'article 92 dresse les compétences législatives provinciales. Les articles 92A et 93 traitent respectivement des compétences législatives en matière de ressources naturelles non renouvelables et d'éducation. L'article 94 laisse la porte entrouverte à des changements sur les lois concernant les droits de propriété et les droits civiques, qui ne sont toutefois pas réalisés à ce jour. Les articles 94A et 95, quant à eux, traitent des compétences législatives concurrentes, à savoir les pensions de vieillesse (article 94A), l'agriculture et l'immigration (article 95).

### Paix, ordre et bon gouvernement
L'article 91 autorise le Parlement du Canada à 

« faire des lois [...] relativement à toutes les matières ne tombant pas dans les catégories de sujets exclusivement assignés par la présente loi aux législatures des provinces. »

 Ceci accorde effectivement au Parlement les pouvoirs résiduaires pour voter des lois dans toutes les catégories qui n'ont pas été allouées aux gouvernements des provinces. Donc, en analysant une dispute sur une question de champs de compétence, s'il n'est pas énuméré, il s'agit automatiquement d'une compétence fédérale à moins que ce ne soit pas une question d'ordre locale. En effet, les provinces ont également une clause résiduaire. L'article 92, au paragraphe 16, prévoit que « toutes les matières d'une nature purement locale ou privée dans la province » sont de compétence provinciale.

### Droit criminel
Le paragraphe 91(27) donne au Parlement canadien le pouvoir de faire des lois relativement à « la loi criminelle, sauf la constitution des tribunaux de juridiction criminelle, mais y compris la procédure en matière criminelle. » Ce fut sur cette autorité que le Parlement adopta le Code criminel, et sur cette même autorité que le Parlement peut modifier ce code.
Toutefois, le paragraphe 92(14) délègue aux provinces le pouvoir d'administrer la justice, « y compris la création, le maintien et l'organisation de tribunaux de justice pour la province, ayant juridiction civile et criminelle, y compris la procédure en matières civiles dans ces tribunaux. » Ceci permet aux provinces d'engager des poursuites contre des délits commis sous le Code criminel et de créer une force policière provinciale, telle que la Sûreté du Québec.
Le paragraphe 91(28) donne au Parlement le pouvoir exclusif sur les « pénitenciers » alors que le paragraphe 92(6) donne aux provinces l'autorité sur les « prisons ». En pratique, ceci veut dire que les personnes condamnées à deux ans ou plus vont aux pénitenciers fédéraux alors que ceux avec des sentences moindres se retrouvent dans les prisons provinciales.

### Trafic et commerce
Le paragraphe 91(2) accorde au Parlement le pouvoir de faire des lois relatives à la « réglementation du trafic et du commerce. » Comparativement à l'approche de la constitution des États-Unis au trafic et au commerce, le pouvoir accordé au Parlement du Canada est énoncé de manière plus large. Toutefois, au Canada, on a traditionnellement interprété ce pouvoir de façon plus stricte, certains juges étant de l'avis qu'il chevauche l'autorité provinciale sur la propriété et les droits civils.

### Propriété et droits civils
Le paragraphe 92(13) donne aux provinces l'autorité exclusive de légiférer sur « la propriété et les droits civils dans la province. » En pratique, ce pouvoir est interprété de façon large, donnant autorité aux provinces sur de nombreux sujets comme le secteur ouvrier, les relations syndicales, et la protection des consommateurs.

### Transport et communication
Comme bien des champs de compétences, le transport et la communication est un sujet où les pouvoirs provinciaux et fédéraux se chevauchent. Le paragraphe 92(10) donne aux provinces le pouvoir sur « les travaux et entreprises d'une nature locale. » Toutefois, cette même section exclut les provinces d'entreprises relatives aux « lignes de bateaux à vapeur ou autres bâtiments, chemins de fer, canaux, télégraphes et autres travaux et entreprises reliant la province à une autre ou à d'autres provinces, ou s'étendant au-delà des limites de la province », ainsi que les travaux qui, « bien qu'entièrement situés dans la province, seront avant ou après leur exécution déclarés par le Parlement du Canada être pour l'avantage général du Canada, ou pour l'avantage de deux ou d'un plus grand nombre des provinces. »

### Mariage
Le paragraphe 91(26) donne au gouvernement fédéral le pouvoir sur le divorce et le mariage. D'après cela, le Parlement peut légiférer sur le mariage et le divorce. Toutefois, les provinces retiennent le pouvoir sur la célébration du mariage (paragraphe 92(12)).
Il y a également plusieurs instances de chevauchement dans la loi relativement au divorce et au mariage, qui est habituellement résolu en faisant appel à l'immunité inter-juridictionnelle. Par exemple, la Loi sur le divorce, au niveau fédéral, est une loi valide, même si la Loi a une incidence sur la garde d'enfants, qui est habituellement considérée comme un champ de compétence provincial sous les « droits civils » (section 92(13)) et les « matières d'une nature privée » (paragraphe 92(16)).

## Système judiciaire
Les articles 96 à 101 donnent le pouvoir de créer un système judiciaire pour le Canada.
Le pouvoir du gouvernement fédéral de créer des cours d'appel se trouve à l'article 101. Ceci comprend les cours fédérales ainsi que la Cour suprême sous la Loi sur la Cour suprême. Le paragraphe 92(14) donne toutefois aux provinces le pouvoir de créer des tribunaux provinciaux. Ceci comprend les cours des petites créances et de nombreux tribunaux administratifs.
Les cours supérieures sont appelées cours de compétence inhérente, étant donné qu'elles tiennent leur autorité constitutionnelle des conventions historiques héritées du Royaume-Uni.
L'article 96 prévoit que le gouvernement fédéral nomme les juges de certaines cours provinciales : les « cours supérieures, de district et de comté dans chaque province ». Aucune province n'a de cour de district ou de comté aujourd'hui, mais toutes les provinces ont des cours supérieures. Bien que ce soient les provinces qui financent ces cours et déterminent leurs compétences et règles de procédure, c'est le gouvernement fédéral qui nomme et verse le salaire des juges.

## Langue
La version anglaise de la Loi constitutionnelle de 1867 est la seule bénéficiant d'un statut officiel, la version française n'étant qu'officieuse. La version anglaise est donc la seule qui a force de loi et qui peut être invoquée devant les tribunaux. L'article 55 de la Loi constitutionnelle de 1982 prévoyait la rédaction et le dépôt pour adoption d'une version française officielle. Elle fut rédigée, mais elle n'a jamais été adoptée. (Inversement, la Loi de 1982 sur le Canada, qui contient la Loi constitutionnelle de 1982, est la seule loi du Parlement britannique à avoir été adoptée à la fois en anglais et en français.)

## Modifications
- Serment d'allégeance au roi des élus au Québec